# Leucoraja compagnoi
Leucoraja compagnoi és una espècie de peix de la família dels raids i de l'ordre dels raïformes.

## Morfologia
- Els mascles poden assolir 29,2 cm de longitud total.[5][6]

## Reproducció
És ovípar i les femelles ponen càpsules d'ous, les quals presenten com unes banyes a la closca.

## Hàbitat
És un peix marí i d'aigües profundes que viu fins als 550 m de fondària.

## Distribució geogràfica
Es troba a l'oceà Atlàntic sud-oriental: Sud-àfrica.

## Observacions
És inofensiu per als humans.